# Эйильсстадир (аэропорт)
Аэропорт Эйильсстадир (исл. Egilsstaðaflugvöllur), (ИАТА: EGS, ИКАО: BIEG) — аэропорт внутренних авиалиний, обслуживающий Эйильсстадир, Исландия. Аэропорт расположен в 1 км от центра Эйильсстадир. Основным перевозчиком является Air Iceland с регулярными рейсами в Рейкьявик. Из международных рейсов обслуживаются отдельные чартерные, грузовые и частные рейсы в Европу и на Фарерские острова. Владельцем и оператором аэропорта Акюрейри является государственное предприятие Isavia.
Эйильсстадир также Наряду с аэропортами Рейкьявика и Акюрейри, Эйильсстадир служит запасным международным аэропортом на случай экстренных ситуаций, а также перевалочным пунктом между для международного аэропорта Кеблавик, расположенного в 415 км к юго-западу от Эйильсстадира.

## История
В 1940 году компания Flugfélag Íslands выделила землю под аэропорт с двумя взлетно-посадочными полосами на Эйильсстаданесе, в долине между реками Эйвиндау (исл. Eyvindará) и Лагарфльот (исл. Lagarfljót). Работы над обустройством взлетно-посадочной полосы начались тем же летом, но из-за недостатка денег дело несколько затянулись. Только вмешательство Министерства обороны США позволило ускорить работы и спустя два года, в апреле 1942, были сданы в эксплуатацию две ВВП с травяным покрытием, способные принимать небольшие 8-10-местные самолетов. Одна взлетно-посадочная полоса была длиной 625 м и другая — 500 м. Это был самый крупный аэродром, за который исландцы построили своими силами в годы Второй мировой войны.
На аэродроме Flugfélag Íslands эксплуатировала приобретённый в апреле 1942 года двухмоторный американский Beechcraft и два британских пассажирских двухмоторный биплана De Havilland Dragon купленных в 1944 году. Самолет Beechcraft стал первым принадлежащим исландцам двухмоторный самолетом и использовались на маршруте Рейкьявик-Эйильсстадир.
Летом 1949 года вторая взлетно-посадочная полоса была продлена ещё на 200 метров, но этого оказалось недостаточно, так как травяное покрытие было слишком скользким, особенно в сырую погоду, и не обеспечивало безопасного взлета и посадки. Поэтому в 1951 году Управления гражданской авиации Исландии приняло решение строительства новой взлетно-посадочной полосы. Строительство началось той же осенью и было завершено следующим летом. 2 июля 1952 года была открыта ВВП с покрытием из трамбованного гравия длиной 1140 м, которая в конце 1954 года была продлена до 1500 м и оборудована электрическими посадочными огнями. Всё это значительно улучшило взлетно-посадочные характеристики аэропорта и позволило сделать аэропорт Эйильсстадир запасным аэропорт для международных рейсов. В июле 1955 года в Эйильсстадире впервые приземлился четырехмоторный самолет Douglas DC-4.
Вначале в качестве здания аэровокзала использовались воинские казармы, затем специально построенное в 1958 году небольшое деревянное здание, которое сгорело в 1964 году.
Когда летом 1968 года наконец было открыто новое здание пассажирского терминала, то возникла необходимость улучшить взлетно-посадочную полосу, поскольку её пропускная способность была слишком ограниченной и она часто была закрыта из-за плохого состояния покрытия.
Летом 1983 года Управление гражданской авиации Исландии, принимая во внимание стандарты и рекомендации Международной организации гражданской авиации и учитывая то, что аэропорт Эйильсстадир может стать альтернативным аэропортом для международных рейсов, утвердило проект нового здания аэропорта и новой взлетно-посадочной полосы длиной до 2700 м в 2 км к западу от старой полосы.
Строительство нового аэропорта было самым дорогим проектом который выполнило Управление гражданской авиации Исландии за всю историю его существования. Общая стоимость работ без учета стоимости оборудования составила почти 800 миллионов исландских крон (около 2,1 миллиарда исландских крон по стоимости 2018 года), что соответствует двухлетнему бюджету Управления гражданской авиации на строительство 26 крупнейших аэропортов Исландии. В проекте приняли участие более 200 человек. В ходе работ перемещено в общей сложности около 1,1 млн м3 горных пород.
Новый аэропорт открылся 23 сентября 1992 года, после чего в 1999 годы был значительно расширен и модернизирован. Новый зал прибытия для пассажиров был официально открыт в апреле 2007 года.

## Авиакомпании и назначения

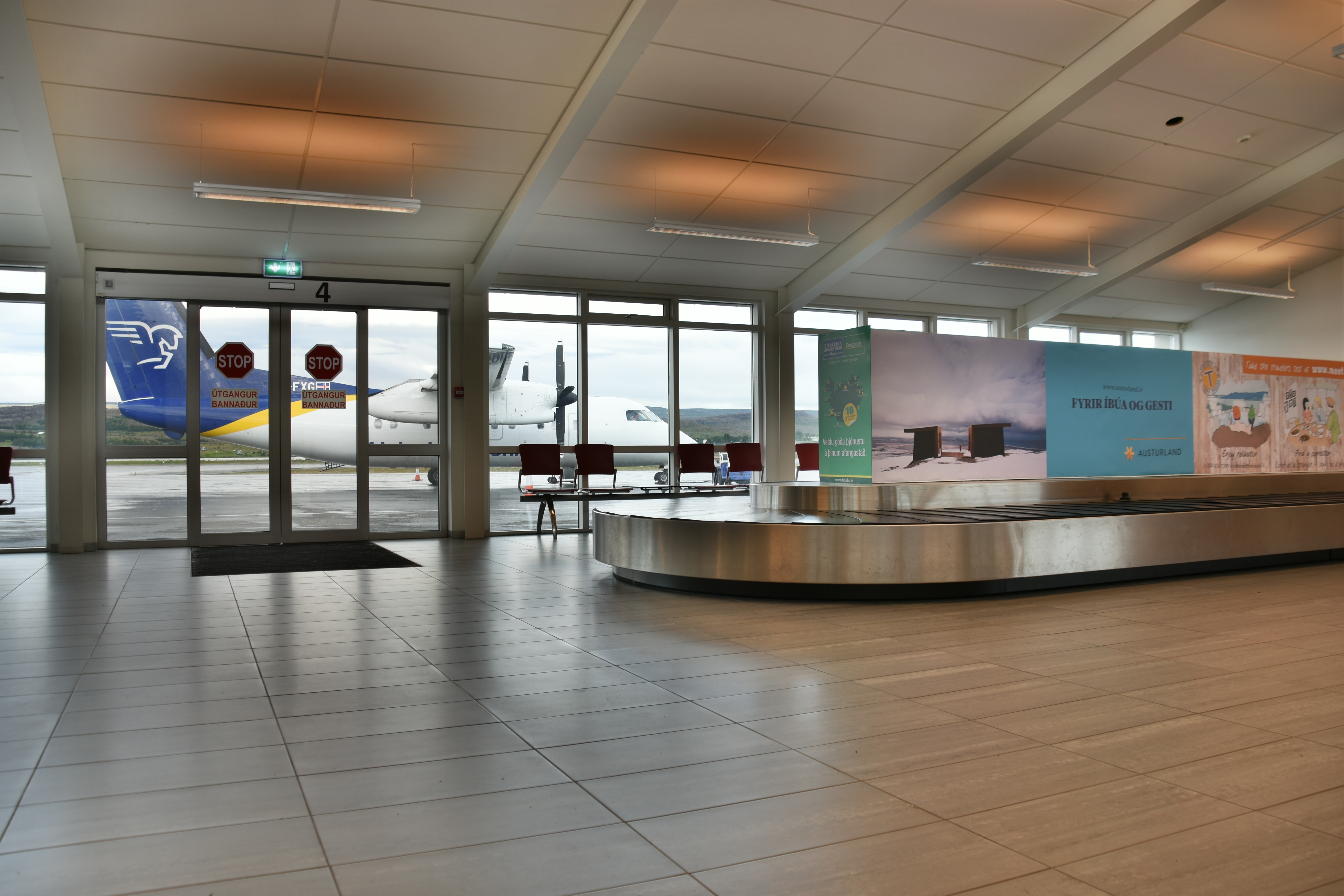
Зал выдачи багажа аэропорта Эйильсстадир

По состоянию на начало 2021 года аэропорт Эйильсстадир обслуживает всю территорию от Вопнафьордюра на севере до Дьюпивогюра на юге. Погода обычно благоприятна для полетов, надежность регулярных рейсов достигает 99 %.
В аэропорту Эйильсстадир один терминал, в котором на начало 20201 года обслуживаются ежедневные внутренние рейсы между Эйильсстадиром и Рейкьявиком:
Ранее в аэропорту был регулярный рейс до Копенгагена и чартерные рейсы до Лондона и Эдинбурга.

## Статистика аэропорта
Данные из запроса в Викиданные.